# Département et région d'outre-mer
Pour les articles homonymes, voir DOM et DROM.
- Départements et régions d'outre-mer.

Départements et régions d'outre-mer.

Les départements et régions d'outre-mer (DROM) sont des collectivités territoriales françaises soumises au régime juridique d'assimilation législative tel que défini par l'article 73 de la Constitution de la Cinquième République.
Il existe actuellement cinq DROM ; en Martinique, en Guyane et à Mayotte, les compétences départementales et régionales sont exercées par des collectivités territoriales uniques, qui remplacent départements et régions. En Guadeloupe et à La Réunion, elles restent dévolues aux collectivités départementales et régionales.
Les lois et règlements en vigueur en France sont applicables de plein droit dans les DROM, même si des adaptations peuvent exister. Ils se distinguent ainsi des collectivités d'outre-mer (COM), qui sont dotées de statuts spécifiques ; de la Nouvelle-Calédonie qui dispose d'un statut sui generis régie par le Titre XIII de la Constitution ; et des Terres australes et antarctiques françaises (TAAF) (seul territoire d'outre-mer (TOM)) et de l'Île Clipperton (propriété domaniale de l'État français), régis par l'article 72-3 al. 4 de la Constitution.
Du point de vue de l'Union européenne, ce sont des régions ultrapériphériques.

## Histoire

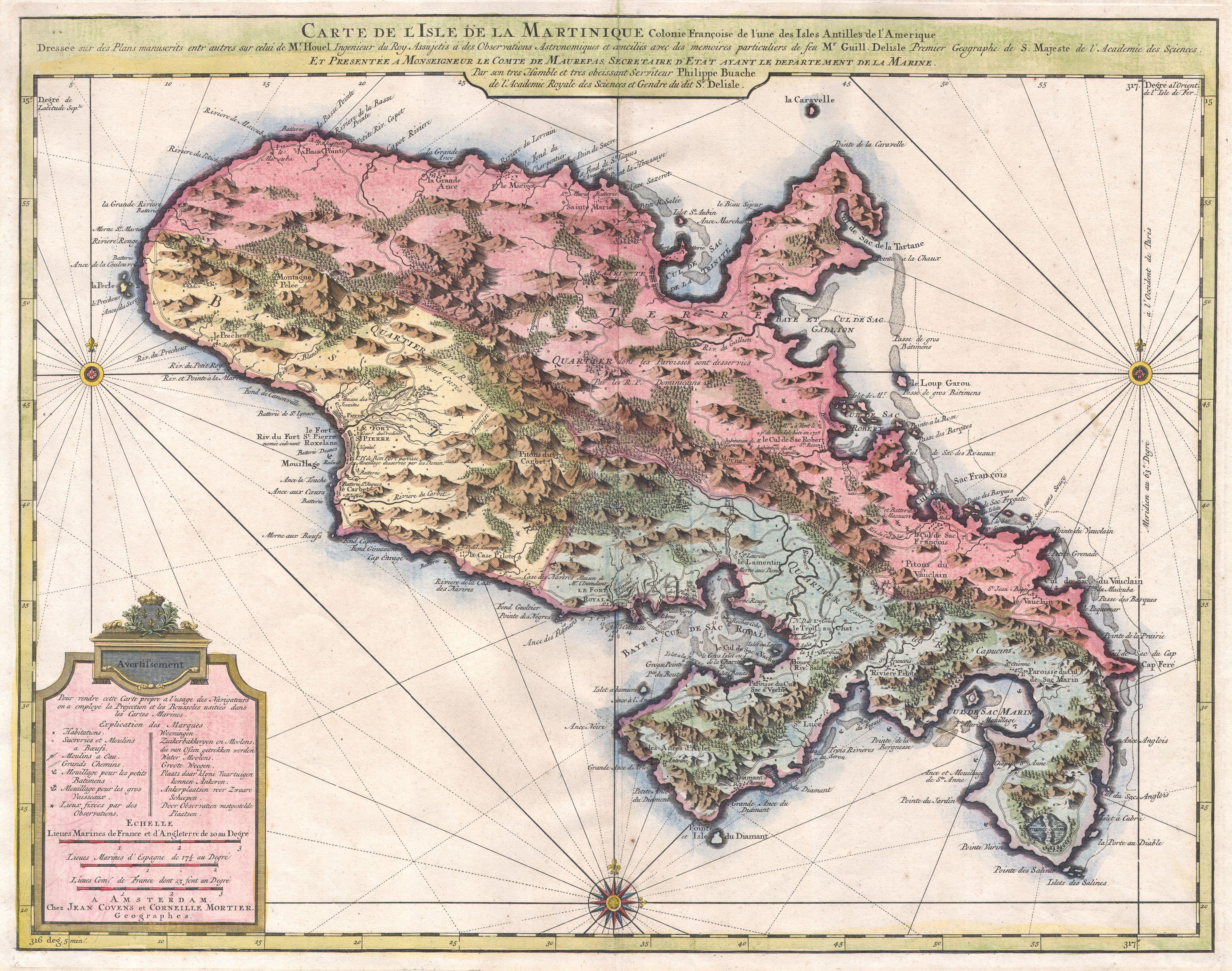
Carte de la Martinique de 1742.

La mise en place de ce qui pourrait s'apparenter à des départements d'outre-mer a été faite après la conquête de la république de Venise en 1797, lorsque les îles Ioniennes (sous possession vénitienne) sont devenus françaises pendant le Directoire et ont été organisées comme les départements de Mer-Égée, d'Ithaque et de Corcyre. Cette tentative fut de courte durée, en 1798, l'amiral russe Fiodor Fiodorovitch Ouchakov expulsa les Français de ces îles et, bien que la France les recouvrât en 1807, les trois départements ne furent pas rétablis.
La Guadeloupe, la Martinique, la Guyane et La Réunion étaient issues du premier empire colonial français : ces territoires avaient été colonisés par la France au cours du XVIIe siècle et étaient devenus des économies de plantation reposant principalement sur l'esclavage jusqu'au décret d'abolition de l'esclavage de 1848.
L'idée de faire de ces colonies des départements est loin d'être neuve. Un vœu en ce sens est voté par le conseil colonial de la Guadeloupe dès 1838. Émise sans succès lors de la discussion du sénatus-consulte du 3 mai 1854, l'idée est renouvelée en 1865. Les conseils généraux de Guadeloupe et de Martinique proposent à nouveau une telle évolution en 1874, en 1881, en 1882. En 1890, Vincent Allègre et Auguste Isaac déposent au Sénat une proposition de loi allant dans le même sens.
En 1915, le député guadeloupéen Achille René-Boisneuf et son collègue martiniquais Joseph Lagrosillière déposèrent sur le bureau de la Chambre une proposition de loi tendant à classer les vieilles colonies (les deux Antilles françaises, la Guyane et la Réunion) en département français. Elle resta lettre morte mais l'usage de désigner les Antilles comme deux vieux départements d'Outre-mer français avant Nice et la Savoie se perpétua dans les propos publics des parlementaires antillais. Le Martiniquais Henry Lémery, dépose des propositions similaires comme député en 1919, puis comme sénateur en 1923. À partir de 1920, Jean Ralaimongo (nationaliste malgache, membre dirigeant du mouvement national malgache Vy Vato Sakelika (V.V.S, « fer, pierre, Réseau »), président de la Ligue française pour l’accession des indigènes de Madagascar aux droits des citoyens français, et engagé volontaire pendant la Première Guerre mondiale) est le premier à réclamer le statut de département d'outre-mer pour Madagascar. Il a mené la campagne en faveur de l'égalité des droits pour les Malgaches. Il voulait voir Madagascar devenir une partie de la France et voyait la naturalisation de ses concitoyens comme une voie progressive à suivre. Réclamant « Madagascar département français », et pour tous les Malgaches la citoyenneté française au même titre que n'importe quelle personne née sur le territoire national.
Ce n'est qu'à l'issue de la Seconde Guerre mondiale, alors que le statut de l'empire colonial français évolue ; ces quatre anciennes colonies deviennent des départements par la loi du 19 mars 1946. Cette départementalisation signifie leur intégration complète à la République française puisque les lois et décrets appliqués en France y deviennent désormais applicables, bien que des particularités subsistent. Les gouverneurs coloniaux sont remplacés par des préfets dépendants du ministère de l'Intérieur.
La Constitution de la Quatrième République confirme l'existence des départements d'outre-mer. La loi du 27 octobre 1946 sur la composition et l'élection de l'Assemblée de l'Union française en donne la liste qui comprend alors, outre la Guadeloupe, la Martinique, la Guyane et La Réunion, les départements français d'Algérie. Ces derniers, créés en 1848 à la suite de la conquête de l'Algérie par la France, sont alors au nombre de trois. Ils passeront à quatre puis quinze et enfin treize entre 1955 et 1958 avant de disparaître avec l'indépendance de l'Algérie en 1962.

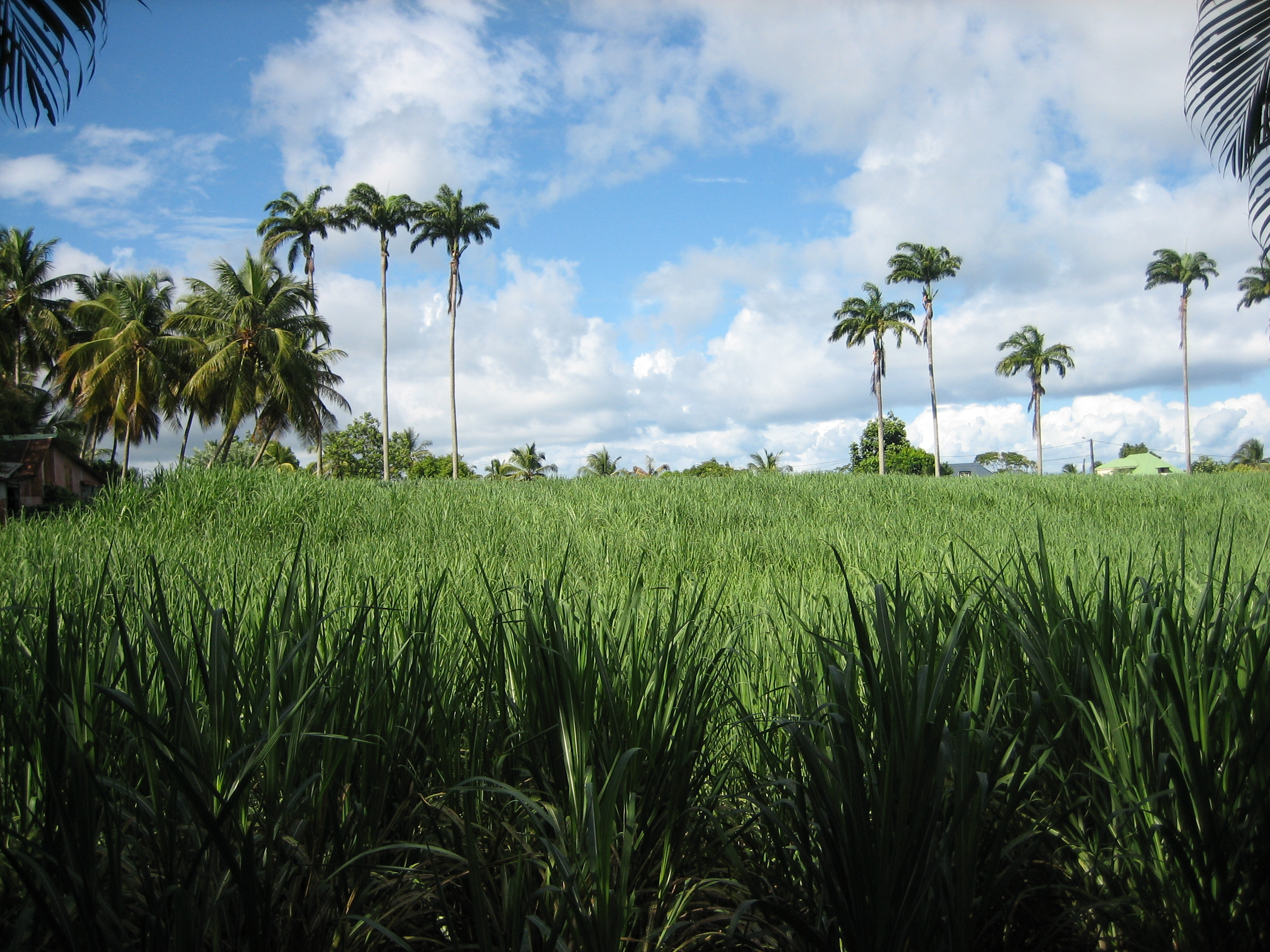
Champ de cannes à sucre en Guadeloupe.

La Constitution de la Cinquième République adoptée en 1958 prévoit, dans son article 73 que « Le régime législatif et l’organisation administrative des départements d’Outre-Mer peuvent faire l’objet de mesures d’adaptation nécessitées par leur situation particulière ».
L'article 76 de la nouvelle Constitution prévoit également, à sa mise en place, que les territoires d'outre-mer puissent choisir entre trois possibilités :
- garder leur statut ;
- devenir département d'outre-mer (c'est-à-dire être intégré à la République) ;
- devenir un État membre de la Communauté (c'est-à-dire gagner en autonomie).

Le Gabon choisit de devenir département d'outre-mer, mais en est dissuadé par le général De Gaulle et son ministre de l'Outre-mer, Bernard Cornut-Gentille. Les Comores, la Polynésie française, la côte française des Somalis, la Nouvelle-Calédonie et Saint-Pierre-et-Miquelon choisissent de garder leur statut de territoire.
En 1976, le territoire d'outre-mer de Saint-Pierre-et-Miquelon, lui aussi hérité du premier empire colonial, devient le cinquième département d'outre-mer avant de devenir une collectivité territoriale à statut particulier en 1985.
En 1982, dans le cadre du processus de décentralisation, les régions sont élevées au rang de collectivités territoriales au même titre que les départements. Une loi prévoit alors que dans les départements d'outre-mer, le conseil général et le conseil régional soient fusionnés en une assemblée unique élue au scrutin proportionnel mais ce texte est censuré par le Conseil constitutionnel jugeant que, selon la Constitution, « le statut des départements d'outre-mer doit être le même que celui des départements métropolitains ». Une nouvelle loi est alors adoptée, faisant de la Guadeloupe, de la Guyane, de la Martinique et de La Réunion des régions « mono-départementales » dans lesquelles existent un conseil général et un conseil régional, gérant chacun des compétences différentes.
En 2003, la révision de l'article 73 de la Constitution permet de mettre fin à cette complexité et offre la possibilité de créer « une collectivité se substituant à un département et une région d'outre-mer » ou « une assemblée délibérante unique pour ces deux collectivités » à condition que ce projet soit validé par référendum dans le territoire concerné.
C'est cette option de la collectivité territoriale unique (dite « département de Mayotte ») qui est retenue en 2011 après que les Mahorais ont voté pour la départementalisation de leur île. Mayotte, territoire acquis par la France au XIXe siècle et rattaché au territoire des Comores de 1946 à l'indépendance des Comores en 1975, était précédemment une collectivité territoriale à statut particulier devenue « collectivité départementale » en 2001.
En 2007, les communes insulaires de Saint-Barthélemy et Saint-Martin sont séparées - après référendum local en 2003 - de la Guadeloupe à laquelle elles étaient rattachées pour devenir des collectivités d'outre-mer à part entière.
En 2016, la Guyane et la Martinique deviennent à leur tour des collectivités territoriales uniques.
De nombreuses personnes natives des territoires ultramarins se sont installées en métropole : l'expression « cinquième DOM » (avant que Mayotte ne devienne le cinquième DOM effectif) ou « troisième île » (pour les Antillais) désigne cette population qui comptait 585 000 personnes en 1999.

## Liste

### Départements et régions d'outre-mer en 2011
| Nom        | Nom | Code INSEE | Départementalisation | Chef-lieu      | Superficie (km2) | Population (pop. légale) | Subdivisions                       | Fuseau horaire | Conseil départemental                  | Conseil régional                  |
| ---------- | --- | ---------- | -------------------- | -------------- | ---------------- | ------------------------ | ---------------------------------- | -------------- | -------------------------------------- | --------------------------------- |
| Guadeloupe |     | 971D       | 1946                 | Basse-Terre    | 1 629            | 400 200 (2021)           | Arrondissements, cantons, communes | UTC-4          | Conseil départemental de la Guadeloupe | Conseil régional de la Guadeloupe |
| Martinique |     | 972R       | 1946                 | Fort-de-France | 1 128            | 375 100 (2021)           | Arrondissements, communes          | UTC-4          | Assemblée de Martinique                | Assemblée de Martinique           |
| Guyane     |     | 973R       | 1946                 | Cayenne        | 83 846,          | 294 146 (2021)           | Arrondissements, communes          | UTC-3          | Assemblée de Guyane                    | Assemblée de Guyane               |
| La Réunion |     | 974D       | 1946                 | Saint-Denis    | 2 512            | 881 348 (2022)           | Arrondissements, cantons, communes | UTC+4          | Conseil départemental de La Réunion    | Conseil régional de La Réunion    |
| Mayotte    |     | 976R       | 2011                 | Mamoudzou      | 376              | 256 518 (2017)           | Cantons, communes                  | UTC+3          | Conseil départemental de Mayotte       | Conseil départemental de Mayotte  |

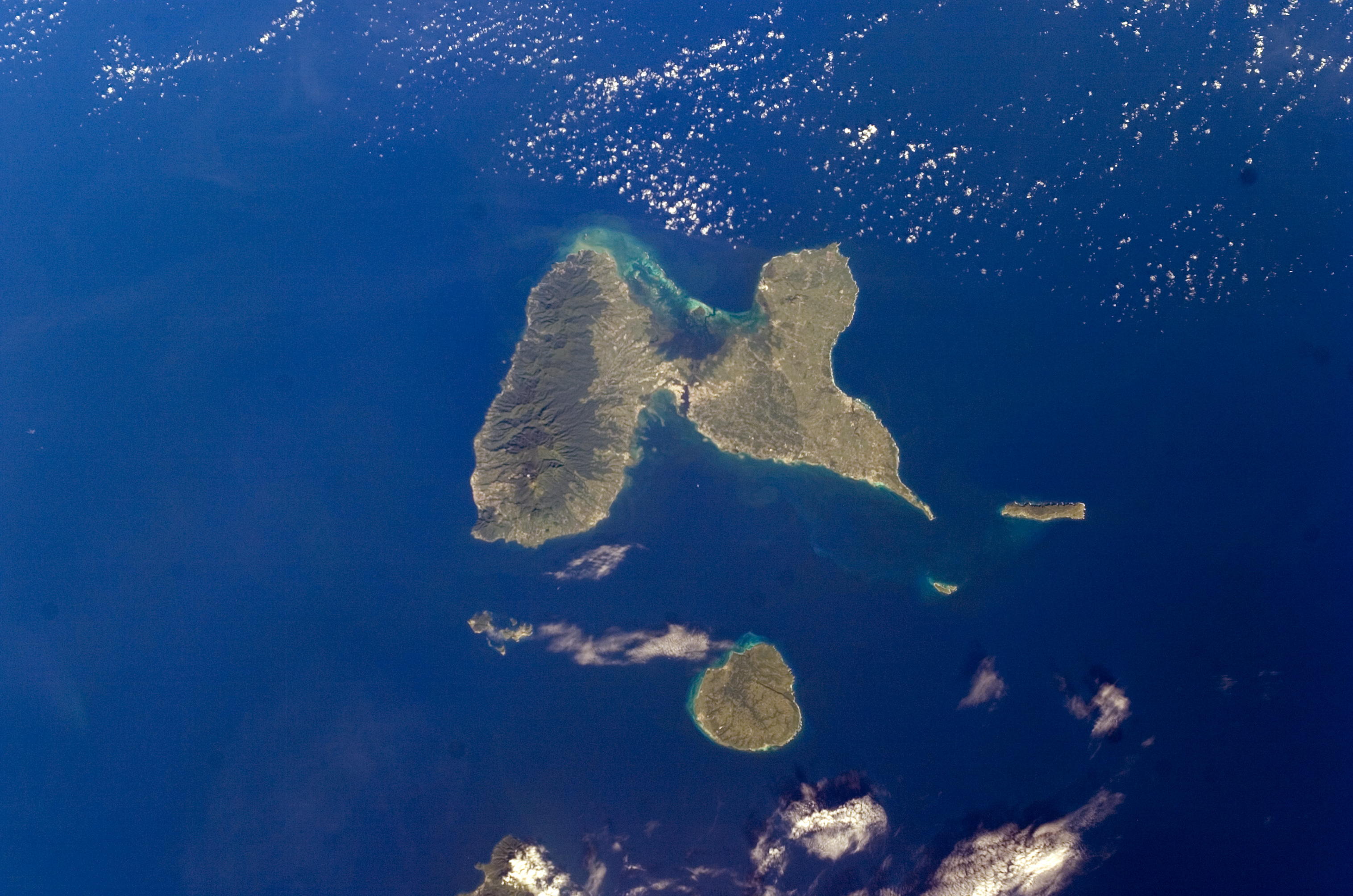
Guadeloupe
Guyane
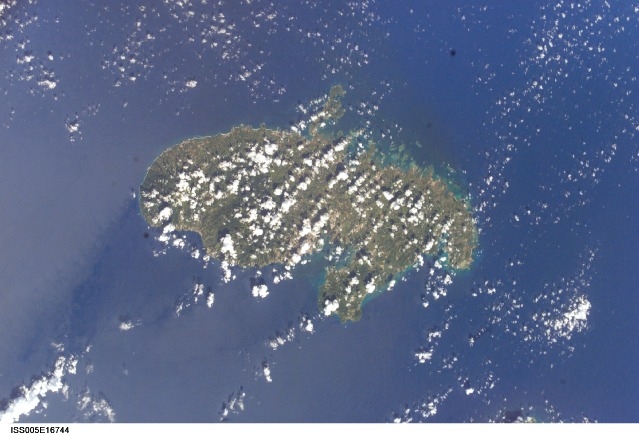
Martinique
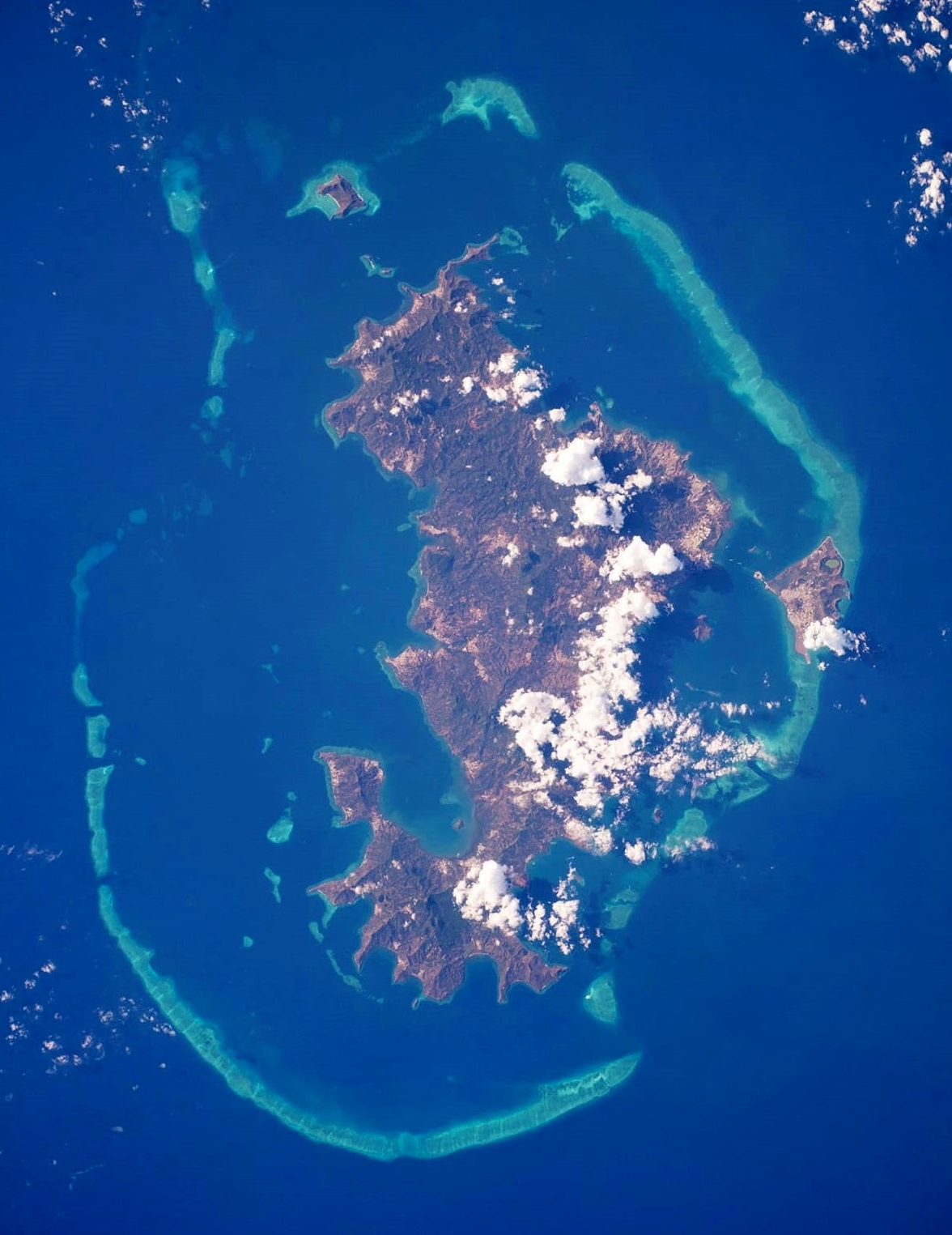
Mayotte
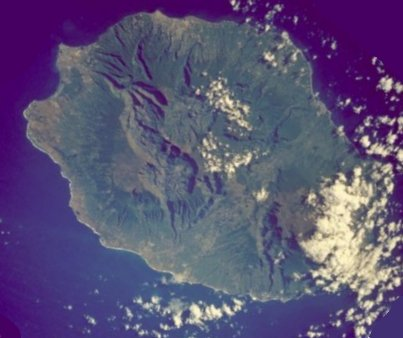
la Réunion

### Anciens départements d'outre-mer
| Nom                      | Nom | Code INSEE | Chef-lieu    | Création | Disparition | Raison                                                     |
| ------------------------ | --- | ---------- | ------------ | -------- | ----------- | ---------------------------------------------------------- |
| Alger                    |     | 91 / 9A    | Alger        | 1848     | 1962        | Indépendance de l'Algérie                                  |
| Oran                     |     | 92 / 9G    | Oran         | 1848     | 1962        | Indépendance de l'Algérie                                  |
| Constantine              |     | 93 / 9D    | Constantine  | 1848     | 1962        | Indépendance de l'Algérie                                  |
| Bône                     |     | 99 / 9C    | Bône         | 1955     | 1962        | Indépendance de l'Algérie                                  |
| Batna                    |     | 9B         | Batna        | 1957     | 1962        | Indépendance de l'Algérie                                  |
| Médéa                    |     | 9E         | Médéa        | 1957     | 1962        | Indépendance de l'Algérie                                  |
| Mostaganem               |     | 9F         | Mostaganem   | 1957     | 1962        | Indépendance de l'Algérie                                  |
| Orléansville             |     | 9H         | Orléansville | 1957     | 1962        | Indépendance de l'Algérie                                  |
| Sétif                    |     | 9J         | Sétif        | 1957     | 1962        | Indépendance de l'Algérie                                  |
| Tiaret                   |     | 9K         | Tiaret       | 1957     | 1962        | Indépendance de l'Algérie                                  |
| Tizi Ouzou               |     | 9L         | Tizi Ouzou   | 1957     | 1962        | Indépendance de l'Algérie                                  |
| Tlemcen                  |     | 9M         | Tlemcen      | 1957     | 1962        | Indépendance de l'Algérie                                  |
| Aumale                   |     | 9M         | Aumale       | 1958     | 1959        | Partagé entre les départements de Médéa et Batna           |
| Bougie                   |     | 9P         | Bougie       | 1958     | 1959        | Partagé entre les départements de Sétif et Constantine     |
| Saïda                    |     | 9R         | Saïda        | 1958     | 1962        | Indépendance de l'Algérie                                  |
| Saint-Pierre-et-Miquelon |     | 975        | Saint-Pierre | 1976     | 1985        | Devient une collectivité territoriale à statut particulier |

## Statut

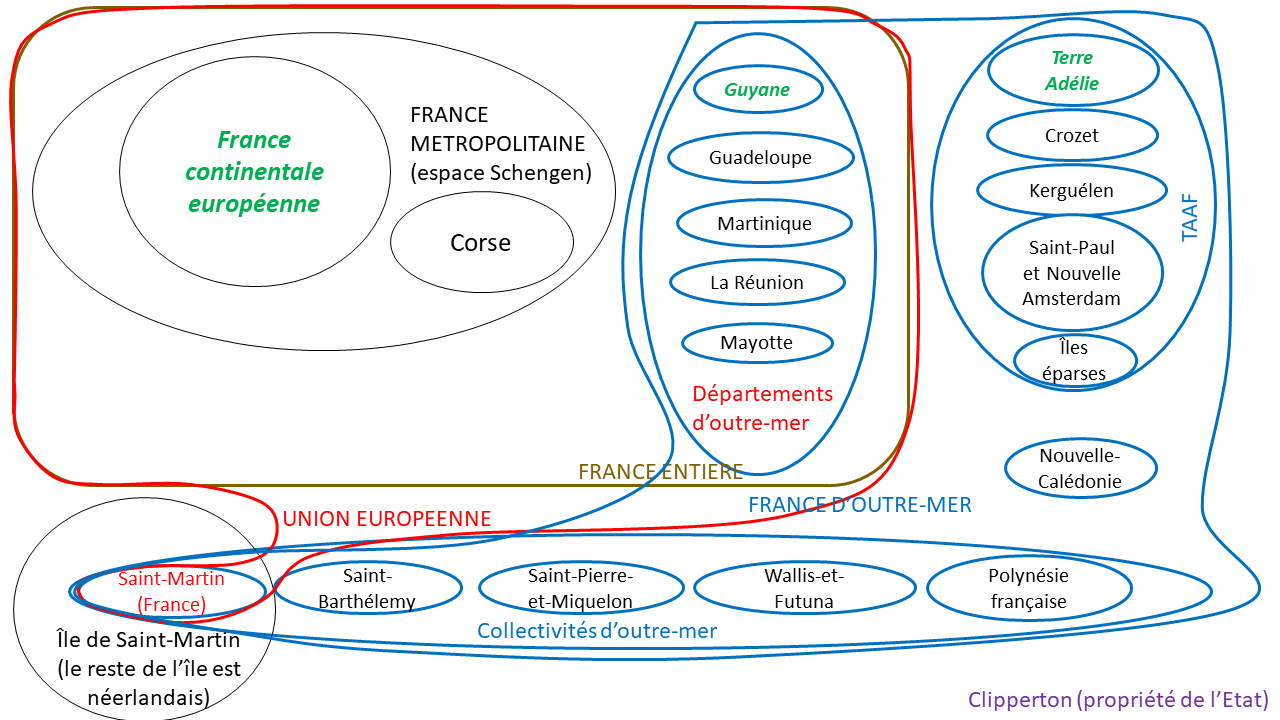
Schéma montrant l'appartenance des départements d'outre-mer français à l'Union européenne contrairement à d'autres territoires français.

Les départements et régions ultramarins sont régis par l'article 73 de la Constitution qui prévoit un régime d'identité législative, c'est-à-dire que « les lois et règlements sont applicables de plein droit ».
Toutefois, la Constitution prévoit également que des « adaptations tenant aux caractéristiques et contraintes particulières de ces collectivités » peuvent être faites.

### Institutions

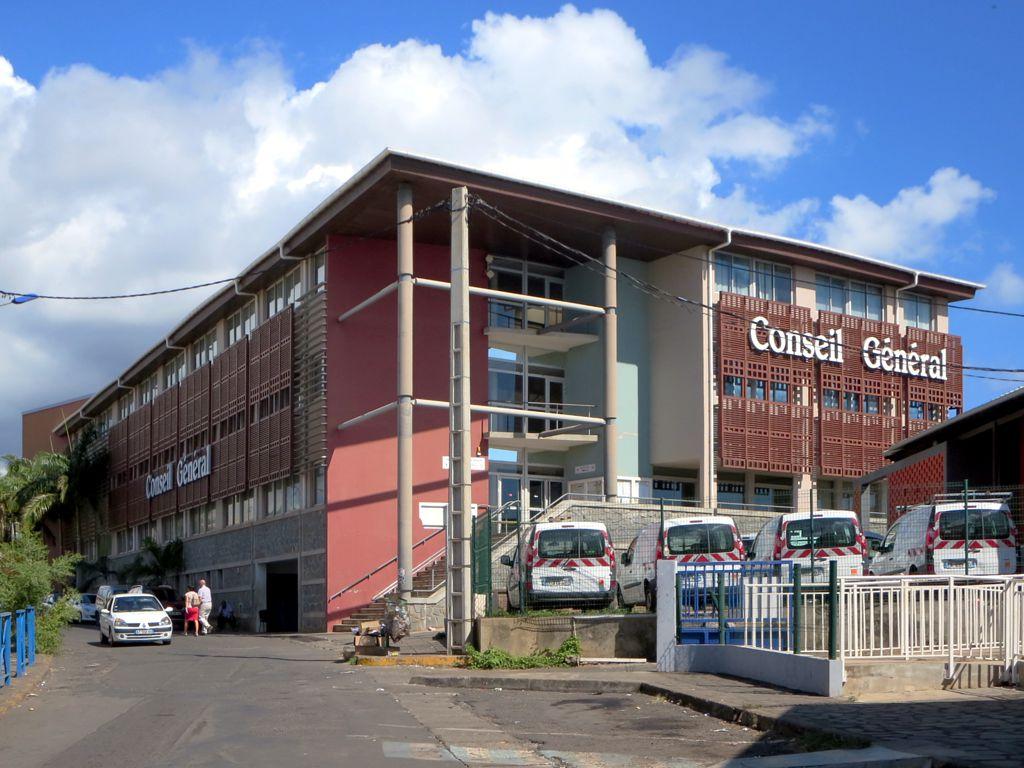
L'hôtel du département de Mayotte à Mamoudzou.

Les institutions des départements et régions ultramarins sont globalement les mêmes que celles des autres départements et régions français.
L'État y est ainsi représenté par un préfet et le territoire est découpé en arrondissements et communes, ces dernières constituant le plus petit échelon des collectivités territoriales.
Chaque DROM étant à la fois un département et une région, il dispose d'un conseil départemental et d'un conseil régional chargé chacun d'exercer les compétences de ces collectivités. Toutefois, l'article 73 de la Constitution prévoit qu'une collectivité territoriale unique peut se substituer à un département et une région d'outre-mer. Cette disposition s'applique à trois DROM sur cinq :
- Mayotte, dont le conseil départemental exerce également les compétences d'un conseil régional ;
- la Guyane, dont l'Assemblée de Guyane exerce depuis décembre 2015 les compétences d'un conseil départemental et d'un conseil régional ;
- la Martinique, dont l'Assemblée de Martinique exerce depuis décembre 2015 les compétences d'un conseil départemental et d'un conseil régional avec un conseil exécutif chargé du pouvoir exécutif.

### Adaptations et compétences particulières

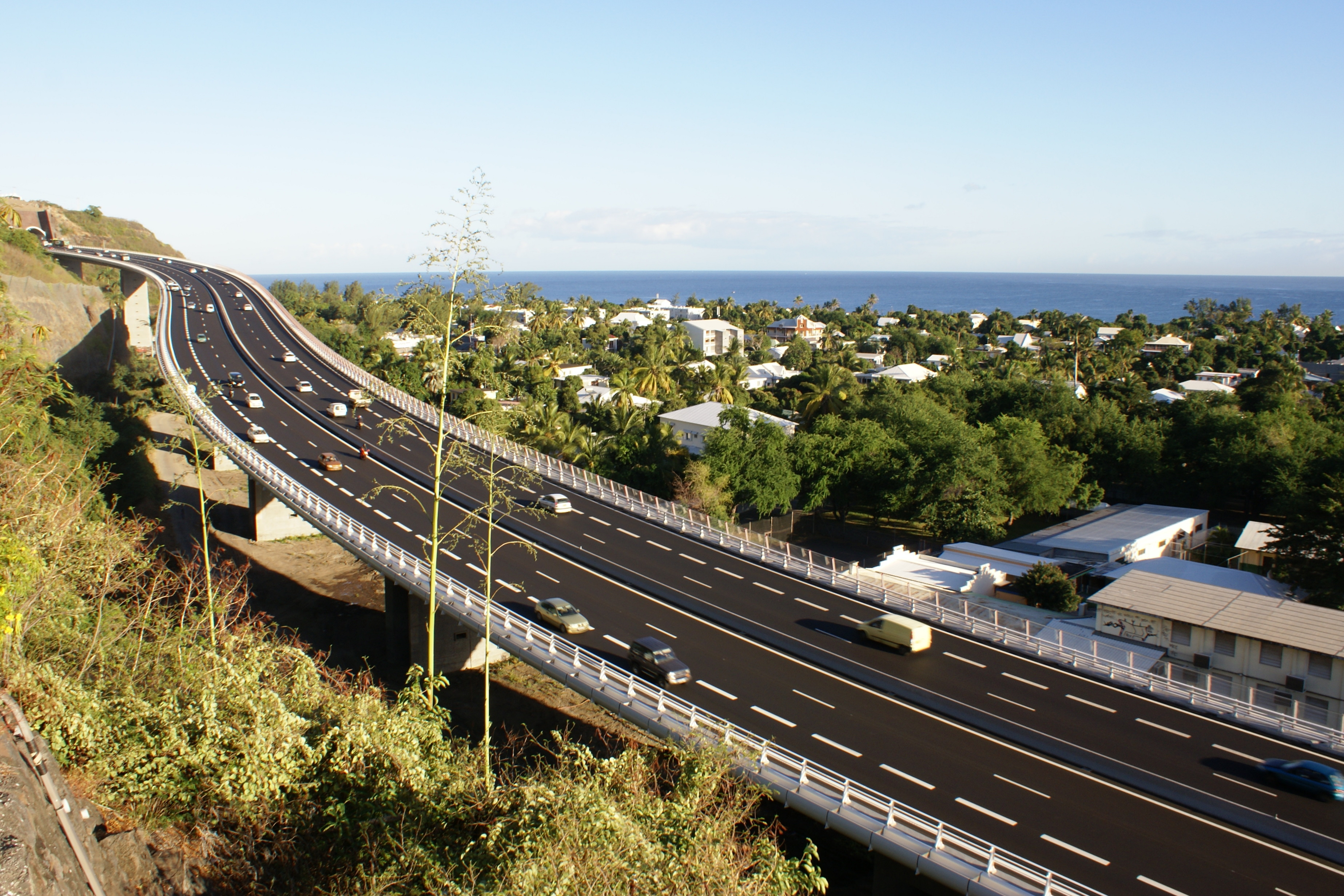
La route des Tamarins à La Réunion est une route nationale gérée par le conseil régional.

L'article 73 de la Constitution prévoit que des adaptations aux lois et aux règlements peuvent être faites pour tenir compte de la situation particulière des départements et régions d'outre-mer.
Ces adaptations peuvent être :
- réalisées par l'État : il peut s'agir par exemple d'une entrée en vigueur d'un texte différente en outre-mer ou d'une loi qui autorise le gouvernement à mettre en œuvre des modalités d'application particulière dans les DROM par décret en Conseil d'État ;
- réalisées par les collectivités elles-mêmes à condition d'y être habilitées par le Parlement, y compris pour l'adaptation d'une disposition relevant normalement de la loi.

Parmi les adaptations juridiques spécifiques à l'outre-mer existent notamment des mesures fiscales (tel que l'octroi de mer ou certaines déductions), l'attribution de compétences (par exemple la gestion des routes nationales par les collectivités territoriales de Guadeloupe, de Martinique et de la Réunion et non l'État), des règles d'aménagement (comme la zone des cinquante pas géométriques), des aides et financements (continuité territoriale), etc.
En outre, la Constitution prévoit que les départements et régions d'outre-mer — sauf La Réunion — peuvent être autorisés par la loi à fixer eux-mêmes les règles applicables sur leur territoire dans un nombre limité de matières (qui excluent la nationalité, les droits civiques, les garanties des libertés publiques, l'état et la capacité des personnes, l'organisation de la justice, le droit pénal, la procédure pénale, la politique étrangère, la défense, la sécurité et l'ordre publics, la monnaie, le crédit et les changes ou le droit électoral). La loi organique prévoit que pour ce faire, l'assemblée délibérante de la collectivité territoriale concernée doit adopter une demande d'habilitation à la majorité absolue de ses membres et, si l'habilitation est accordée, elle expire au bout de deux années maximum. Les mesures adoptées par un département ou une région d'outre-mer en vertu d'une telle habilitation sont publiées au Journal officiel.
Mayotte ne bénéficie d'aucune des campagnes de Santé Publique France (par exemple prévention du cancer, lutte contre la toxicomanie…), à l'exception du recensement des cas de grippe. Les Collectivités d'Outre-Mer qui ne sont ni des départements ni des régions français n'en bénéficient pas non plus (Nouvelle-Calédonie, Polynésie française, etc.).
Pour les sujets placés sous l'autorité du Préfet, les règles françaises s'appliquent dans les DROM, par exemple la sensibilisation à la Sécurité routière dans les écoles…

### Union européenne

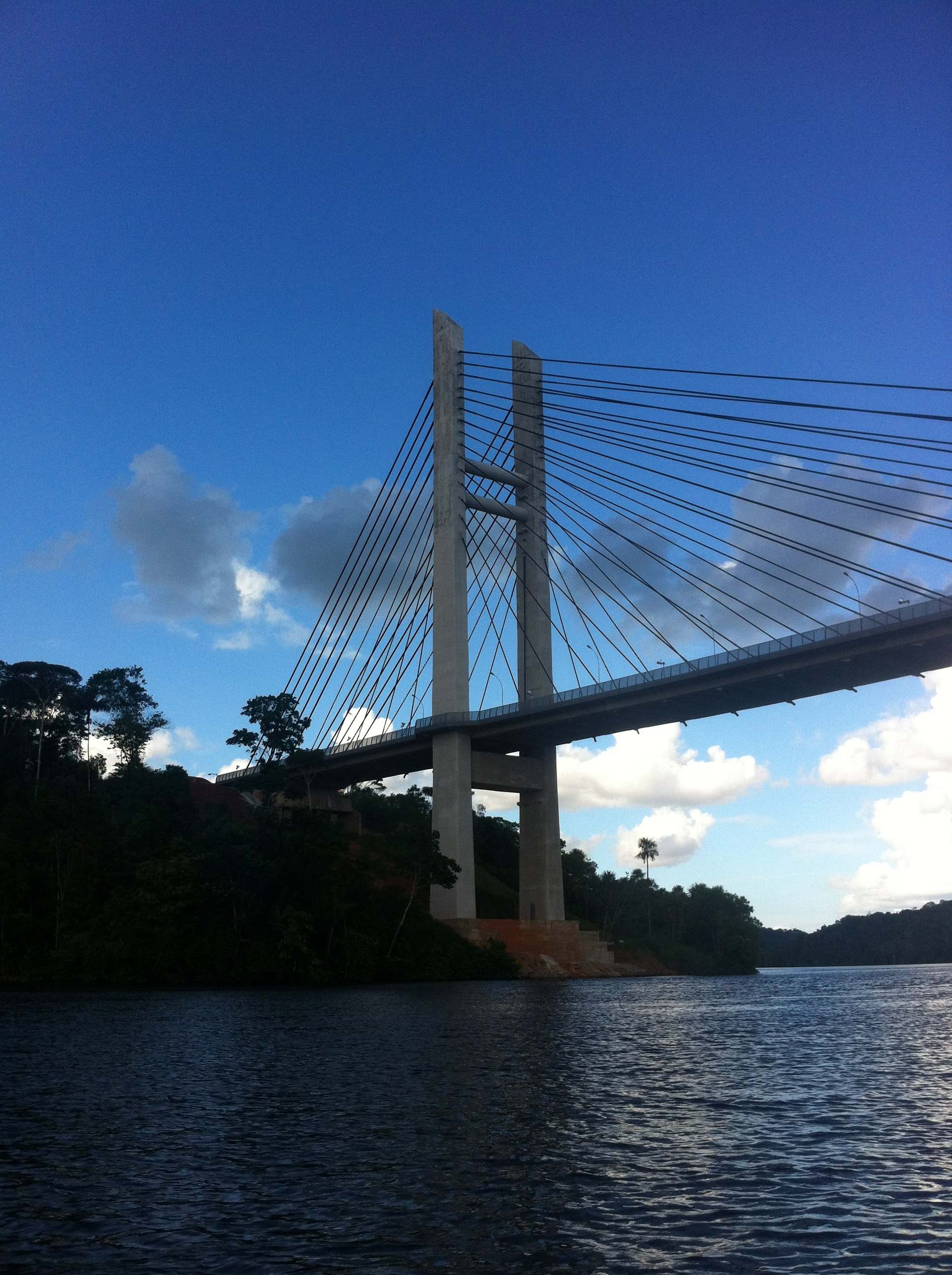
En Guyane, le fleuve Oyapock forme la frontière entre la France (et donc l'UE) et le Brésil.

Les départements et régions ultramarins sont, du point de vue de l'Union européenne (UE), des régions ultrapériphériques. Ce statut, prévu par l'article 349 du Traité sur le fonctionnement de l'Union européenne, fait des DROM une partie intégrante du territoire de l'Union européenne dans lequel le droit communautaire s'applique comme dans les autres régions de l'UE mais rend possible des « mesures spécifiques » portant « notamment sur les politiques douanières et commerciales, la politique fiscale, les zones franches, les politiques dans les domaines de l'agriculture et de la pêche, les conditions d'approvisionnement en matières premières et en biens de consommation de première nécessité, les aides d'État, et les conditions d'accès aux fonds structurels et aux programmes horizontaux de l'Union » (article 349),.
Les DROM bénéficient notamment en tant que régions ultrapériphériques du Fonds européen de développement économique et régional (FEDER) et du Fonds social européen (FSE) avec des taux plus élevés qu'en France continentale.
Hormis les DROM, Saint-Martin (collectivité d'outre-mer), les Canaries (Espagne), Açores et Madère (Portugal) sont également des régions ultrapériphériques de l'UE.